# Episodi di È un po' magia per Terry e Maggie

Le protagoniste, Tomomi (Terry) e Mikage (Maggie), e il logo italiano della serie

Lista degli episodi di È un po' magia per Terry e Maggie (Miracle Girls), anime tratto dall'omonimo manga di Nami Akimoto, trasmesso in Giappone su Nippon Television dall'8 gennaio al 24 dicembre 1993. In Italia è stato trasmesso su Canale 5 dal 18 marzo 1996 al 5 luglio 1996.
Le sigle originali di apertura sono Kiss no tochū de namida ga (キッスの途中で涙が?) per gli ep. 1-29 e Koi no mirai (恋の未来?) per gli ep. 30-51, entrambe interpretate dai GARDEN. Quella di chiusura è Futari ja nakya dame na no (ふたりじゃなきゃだめなの?) delle Dio. La sigla italiana, invece, è cantata da Cristina D'Avena con i Piccoli Cantori di Milano diretti da Laura Marcora.

## Lista episodi
| Nº | Titolo italiano Giapponese 「Kanji」 - Rōmaji - Traduzione letterale | In onda           | In onda        |
| Nº | Titolo italiano Giapponese 「Kanji」 - Rōmaji - Traduzione letterale | Giapponese        | Italiano       |
| 1  | Una partenza inaspettata 「曇りのちみかげ」 - Kumori nochi Mikage – "Nuvole poi Mikage" | 8 gennaio 1993    | 18 marzo 1996  |
| 1  | Buone e cattive notizie per le gemelle: la buona è il matrimonio del professor Kaspar; la cattiva è la partenza di Karver che ha deciso di proseguire i suoi studi a Londra.                                                                          |                   |                |
| 2  | Il dirottamento 「雨ときどきハイジャック」 - Ame tokidoki haijakku – "Pioggia e dirottamento" | 15 gennaio 1993   | 19 marzo 1996  |
| 2  | Dei malviventi dirottano l'aereo in volo per Londra su cui viaggia Karver. Ma Terry e Maggie, teletrasportandosi sull'aereo, creano un trambusto che riesce a confondere e mettere fuori gioco i dirottatori.                                         |                   |                |
| 3  | Il mio cuore è a Londra 「風向きはロンドン」 - Kazamuki wa Rondon – "Il vento che soffia verso Londra" | 22 gennaio 1993   | 20 marzo 1996  |
| 3  | Maggie soffre per la lontananza di Karver, ma un giorno riesce a stabilire un contatto telepatico con lui. |                   |                |
| 4  | Saldi ai grandi magazzini 「バーゲンタイフーン」 - Bāgen taifūn – "Il tifone dei saldi" | 29 gennaio 1993   | 21 marzo 1996  |
| 4  | Pur di riuscire ad accaparrarsi un vestito che le piace, Maggie coinvolge Terry, Nelson e Yari in un piano di assalto ai grandi magazzini in occasione dei saldi stagionali.                                                                          |                   |                |
| 5  | Questione di sensibilità 「みかげ一時ともみ」 - Mikage ichiji Tomomi – "Mikage temporaneamente Tomomi" | 5 febbraio 1993   | 1996           |
| 5  | Prime incomprensioni tra Nelson e Terry, delusa dal ragazzo per la sua apparente mancanza di tatto. |                   |                |
| 6  | Sensitivo per un giorno 「エスパーびより」 - Esupā biyori – "Bel tempo per gli ESP" | 12 febbraio 1993  | 1996           |
| 6  | Grazie ad un esperimento dagli esiti imprevisti, il prof. Kaspar ottiene, anche se per poco, dei poteri paranormali. |                   |                |
| 7  | Macchie solari 「予知指数？（アレレ）％」 - Yochi shisū? (Arere)% – "Indice di premonizione? %" | 19 febbraio 1993  | 1996           |
| 7  | Terry e Maggie si convincono che, rinunciando al sonno, possano acquisire poteri di preveggenza. In realtà sono alcune temporanee macchie solari ad aver dato loro questa provvisoria capacità.                                                       |                   |                |
| 8  | Il leoncino 「ところにより涙」 - Tokoro ni yori namida | 26 febbraio 1993  | 1996           |
| 8  | Le gemelle trovano e accudiscono un leoncino scappato dallo zoo e riescono a stabilire un contatto telepatico con lui. |                   |                |
| 9  | Vacanze sulla neve (prima parte) 「ロッジの中の雪嵐」 - Rojji no naka no yuki arashi – "La tormenta di neve vicino alla baita" | 5 marzo 1993      | 1996           |
| 9  | I ragazzi partono in gruppo per una settimana bianca in cui fanno la conoscenza di Emma, una studentessa straniera. |                   |                |
| 10 | Vacanze sulla neve (seconda parte) 「なだれ警報発令」 - Nadare keihō hatsurei – "Annuncio di allarme valanga" | 12 marzo 1993     | 1996           |
| 10 | Le vacanze in montagna proseguono in una trafila di imprevisti e disavventure, tra cui una tormenta, un gruppo di presunti gangster sulle tracce di Emma e il manifestarsi di un'antica predizione delle montagne.                                    |                   |                |
| 11 | Un amore senza tempo 「時の流れの注意報」 - Toki no nagare no chūihō | 19 marzo 1993     | 1996           |
| 11 | I reperti ritrovati negli scavi archeologici della città influenzano i sogni di Maggie che rivive un tragico amore di due giovani vissuti nell'antichità.                                                                                             |                   |                |
| 12 | Il concerto rock 「ともみの胸のつむじ風」 - Tomomi no mune no tsumujikaze – "Uragano nel cuore di Tomomi" | 26 marzo 1993     | 1996           |
| 12 | Terry scopre la passione per il rock dopo essere stata ad un concerto, e comincia così a cambiare look e atteggiamento, per poi ritrovare se stessa.                                                                                                  |                   |                |
| 13 | Lo scambio 「謎の移動性恋気圧」 - Nazo no idōsei koi kiatsu | 2 aprile 1993     | 1996           |
| 13 | La mattina dopo un litigio fra loro, Terry e Maggie si ritrovano, per un giorno, ognuna nel corpo dell'altra. |                   |                |
| 14 | Poteri incontrollabili 「マメ台風接近中！」 - Mame taifūsekkinchū! | 9 aprile 1993     | 1996           |
| 14 | Le gemelle fanno la conoscenza di un ragazzino molto solo, dotato anche lui di poteri extra-sensoriali, ma ancora incapace di gestirli come si deve.                                                                                                  |                   |                |
| 15 | Lo sdoppiamento 「桜前線異状あり」 - Sakurazensen ijō ari | 16 aprile 1993    | 1996           |
| 15 | L'animo di Maggie, diviso in due fra l'attaccamento a Karver da un lato e i nuovi stimoli della sua vita dall'altro, dà luogo a un temporaneo sdoppiamento della ragazza, con tutti gli inevitabili equivoci e malintesi che la cosa può provocare.   |                   |                |
| 16 | La maratona dei ricordi 「春風特急」 - Harukaze tokkyū – "L'espresso vento primaverile" | 23 aprile 1993    | 1996           |
| 16 | Dopo aver vinto la maratona scolastica, Terry riceve in dono delle scarpe da corsa che innescano in lei una strana reazione e la guideranno dalla precedente proprietaria delle scarpe che aveva stabilito il suo stesso record.                      |                   |                |
| 17 | Ritorno al passato 「思い出気流」 - Omoide kiryū | 30 aprile 1993    | 1996           |
| 17 | Le ragazze si teletrasportano involontariamente nel passato e rivivono un episodio della loro infanzia. |                   |                |
| 18 | L'unicorno 「月夜のユニコーン」 - Tsukiyo no yunikōn – "L'unicorno della notte di luna" | 7 maggio 1993     | 1996           |
| 18 | Maggie viene colpita dall'immagine di un unicorno dipinto in un quadro a tal punto da evocare l'animale che la porterà, in sogno, da Karver. |                   |                |
| 19 | Un compleanno speciale 「霧に呼ぶ声」 - Kiri ni yobu koe – "La voce che chiama nella nebbia" | 14 maggio 1993    | 1996           |
| 19 | Il giorno del suo compleanno, Yari porta Terry e Nelson al museo di Storia Naturale. La sua emozione di fronte a un uovo di dinosauro farà apparire lo spirito dell'animale che sarà visibile solo a lui, Terry, Maggie e Nelson.                     |                   |                |
| 20 | Il tifone 「乙女心はハリケーン」 - Otomegokoro wa harikēn – "Il cuore di una ragazza è un uragano" | 21 maggio 1993    | 1996           |
| 20 | In città arriva un violento tifone che avrà curiosi effetti sul comportamento delle ragazze: Terry vorrà chiarire meglio la sua relazione con Nelson e Maggie deciderà di rivelare i suoi poteri al professor Kaspar.                                 |                   |                |
| 21 | Gita in montagna 「南々西に進路を取れ」 - Nannansei no shinro wo tore – "In direzione sud-ovest" | 28 maggio 1993    | 1996           |
| 21 | La scuola organizza un'escursione in montagna, ma in seguito a un teletrasporto riuscito male Terry si ritrova separata da Maggie e Nelson e tutti e tre si perdono nel bosco fra una serie di pericoli.                                              |                   |                |
| 22 | Il primo amore 「初恋は蜃気楼？！」 - Hatsukoi ha shinkirō?! – "Miraggio del primo amore?" | 4 giugno 1993     | 1996           |
| 22 | Le ragazze ripercorrono le tappe di una storia d'amore vissuta anni prima da un'anziana signora che hanno appena conosciuto, e regaleranno a quest'ultima il lieto fine della sua storia.                                                             |                   |                |
| 23 | Alice nel Paese delle Meraviglie 「秘密がバレちゃった？！」 - Himitsu ga bare chatta?! – "Il segreto è stato scoperto?!" | 11 giugno 1993    | 1996           |
| 23 | In seguito a un incidente, Karver torna in patria per le cure. In questa occasione ricorda il giorno in cui lui e Nelson scoprirono il segreto dei poteri delle gemelle.                                                                              |                   |                |
| 24 | Le ragazze di Karver 「えっ？先輩に恋人？」 - Ee? Senpai ni koibito? – "Eh? Le ragazze del senpai?" | 18 giugno 1993    | 1996           |
| 24 | Ricoverato in ospedale, Karver riceve numerose visite da ragazze straniere suscitando la gelosia di Maggie. Ma poi ogni malinteso verrà chiarito. |                   |                |
| 25 | La fata della pioggia 「フシギな通り雨」 - Fushigi na toori ame – "La strana pioggia passeggera" | 25 giugno 1993    | 1996           |
| 25 | Quando si recano in ospedale a far visita a Karver, le ragazze incontrano sempre un'infermiera dai modi bizzarri. Si scoprirà che è una maga in grado di controllare le piogge.                                                                       |                   |                |
| 26 | Cambio scuola 「私、転校します」 - Watashi, tenkō shimasu – "Io, cambio scuola" | 2 luglio 1993     | 1996           |
| 26 | Un talent-scout propone a Terry di intraprendere una carriera sportiva nella pallavolo, ma ciò significa lasciare la vecchia scuola e così anche Nelson. Cercando di prendere una decisione, Terry ricorda il suo primo incontro con il ragazzo.      |                   |                |
| 27 | La squadra di baseball 「野球でミラクル」 - Yakyū de mirakuru – "Il miracolo col baseball" | 9 luglio 1993     | 1996           |
| 27 | Le ragazze si lasciano coinvolgere da Nelson nel progetto di allenare i piccoli giocatori di una squadra di baseball, i "Ragazzi Magici". In questa occasione Terry e Maggie scoprono di avere limitate facoltà di telecinesi.                        |                   |                |
| 28 | La sfida 「女の闘い！！私の勝ちよ」 - Onna no tatakai!! Watashi no kachi yo – "Scontro tra donne!! Vincerò io" | 16 luglio 1993    | 1996           |
| 28 | Ruth, invidiosa dei successi scolastici di Maggie, decide di colpirla sul suo punto debole, cioè Karver. Così si fa bella per cercare di portarglielo via.                                                                                            |                   |                |
| 29 | Picnic con il fantasma 「ユーレイはお好き？」 - Yūrei wa o suki? – "Ti piacciono i fantasmi?" | 23 luglio 1993    | 1996           |
| 29 | Dopo la guarigione di Karver, le ragazze insieme a lui e Nelson organizzano un picnic presso una villa che si scoprirà essere infestata da un fantasma.                                                                                               |                   |                |
| 30 | Sempre unite 「奇跡はふたりで」 - Kiseki wa futari de – "Miracolo in due" | 30 luglio 1993    | 13 giugno 1996 |
| 30 | Per riconquistare la moglie che lo ha appena lasciato, il professor Kaspar prova a documentare in video i poteri delle gemelle così da ottenere finalmente onori e gloria; tenderà una trappola a Maggie con pericolose conseguenze.                  |                   |                |
| 31 | Un'estate movimentata (prima parte) 「星サンゴの夜」 - Hoshi sango no yoru – "La notte del corallo stellato" | 6 agosto 1993     | 1996           |
| 31 | Le ragazze vanno in vacanza al mare con Nelson e Karver e si ritrovano in fastidiosa compagnia del professor Kaspar. |                   |                |
| 32 | Un'estate movimentata (seconda parte) 「ミラクルサマー」 - Mirakuru samā – "Estate miracolosa" | 13 agosto 1993    | 1996           |
| 32 | Al mare i ragazzi hanno stretto amicizia con Marcello, un loro coetaneo molto facoltoso e sicuro di sé. |                   |                |
| 33 | Il gioco delle coppie 「仲良くロストラブ？！」 - Nakayoku rosutorabu?! – "Ritrovare l'amore perduto?!" | 20 agosto 1993    | 1996           |
| 33 | Con un travestimento le gemelle si scambiano e si ritrovano ad uscire ognuna col ragazzo dell'altra. |                   |                |
| 34 | Il maglione 「めぐる想い」 - Meguru omoi – "Pensieri continui" | 27 agosto 1993    | 15 giugno 1996 |
| 34 | Karver deve tornare a Londra e Maggie decide di regalargli un maglione fatto con le sue mani come ricordo. Ma rischierà di perderlo proprio il giorno della partenza.                                                                                 |                   |                |
| 35 | Il nuovo compagno di scuola 「謎の転校生」 - Nazo no tenkōsei – "L'enigmatico nuovo compagno di scuola" | 3 settembre 1993  | 1996           |
| 35 | È ricominciata la scuola e, a sorpresa, Marcello fa la sua ricomparsa come nuovo compagno di classe. |                   |                |
| 36 | Un tipo pericoloso 「危険なあいつ」 - Kikenna aitsu – "Un tipo pericoloso" | 10 settembre 1993 | 18 giugno 1996 |
| 36 | Nelson è l'unico a sospettare che Marcello nascondi qualcosa. In effetti il ragazzo è dotato di grandi facoltà extra-sensoriali. |                   |                |
| 37 | Amicizia interessata 「いつわりの貴公子」 - Itsuwari no kikōshi | 17 settembre 1993 | 19 giugno 1996 |
| 37 | Il legame che Marcello ha stretto con le gemelle ha un secondo fine: egli vuole infatti che le ragazze mettano i loro poteri al suo servizio. |                   |                |
| 38 | Manie di grandezza 「君を守る！」 - Kimi wo mamoru! – "Ti proteggerò!" | 24 settembre 1993 | 1996           |
| 38 | Alla fine Marcello si rivela per quello che è: un esaltato che vuole dominare le persone comuni con i suoi poteri. Tenta di minacciare Terry e Maggie, che vengono infine salvate da Nelson.                                                          |                   |                |
| 39 | Un invito a Londra 「ふたご解消？！」 - Futago kaisha?! – "Le gemelle si separano?!" | 1º ottobre 1993   | 21 giugno 1996 |
| 39 | La zia delle gemelle propone a Maggie di trasferirsi con lei a Londra. In questa occasione si scopre che Terry e Maggie hanno ereditato il potere della telepatia dalla madre, la quale è ancora in grado di usarlo con sua sorella (la zia).         |                   |                |
| 40 | Yari contro Nelson 「山岸疾る！」 - Yamagishi hashiru! – "Corri Yamagishi!" | 8 ottobre 1993    | 22 giugno 1996 |
| 40 | Nelson diventa rigido e nervoso in presenza di Terry, dopo averla vista di sfuggita negli spogliatoi. Lei si convince allora che il ragazzo non tenga più a lei, e Yari ne approfitta per farsi avanti e chiederle di uscire con lui.                 |                   |                |
| 41 | Un viaggio nel passato 「遠い約束」 - Tooi yakusoku – "Una lontana promessa" | 15 ottobre 1993   | 24 giugno 1996 |
| 41 | Tuffo nel passato fino all'antico Egitto dove le gemelle e i loro amici impersonano i protagonisti di una grandiosa tragedia. |                   |                |
| 42 | La sfuriata di Terry 「ともみ怒る！」 - Tomomi ikaru! – "Tomomi si arrabbia!" | 22 ottobre 1993   | 25 giugno 1996 |
| 42 | Terry si barcamena fra varie attività e si ritrova a dover fare tutto da sola senza l'aiuto di nessuno. Alla fine sbotta e mette tutti in riga. |                   |                |
| 43 | Ciak, si gira! 「映画は祭だ、人生だ！」 - Eiga wa matsuri da, jinsei da! – "I film sono un festival, sono vita!" | 29 ottobre 1993   | 26 giugno 1996 |
| 43 | A scuola si decide di realizzare un film da presentare a un concorso cinematografico: regia di Yari, sceneggiatura di Ruth, protagoniste Terry e Maggie.                                                                                              |                   |                |
| 44 | La ragazza di papà 「パパの恋人？」 - Papa no koibito? – "La ragazza di papà?" | 5 novembre 1993   | 1996           |
| 44 | Il papà delle gemelle torna a casa dopo una lunga assenza per lavoro. Terry e Maggie sospettano che abbia trovato una nuova compagna. |                   |                |
| 45 | La signora Kaspar 「妻、帰る？！」 - Tsuma, kaeru?! – "Mia moglie, ritorna?!" | 12 novembre 1993  | 28 giugno 1996 |
| 45 | Le gemelle soccorrono il Professor Kaspar che, nel tentativo di salvare sua moglie, si era perduto su una montagna. Per riconoscenza il professore, tornato insieme alla moglie, decide di rinunciare a divulgare la scoperta dei loro poteri.        |                   |                |
| 46 | Una lettera sospirata 「心をつなぐエアメール」 - Kokoro wo tsunagu eamēru – "La lettera che unisce i cuori" | 19 novembre 1993  | 1996           |
| 46 | Nelson chiede alle ragazze di badare al suo pestifero cuginetto. Alla fine il bimbo saprà farsi voler bene. |                   |                |
| 47 | Le ragazze magiche 「傷だらけの天使」 - Kizudarake no tenshi – "Angeli feriti" | 26 novembre 1993  | 1º luglio 1996 |
| 47 | Una storica serie TV che parla di due supereroine rischia di interrompersi a causa dei capricci delle due attrici. Saranno Terry e Maggie a convincere le protagoniste a non lasciare la produzione.                                                  |                   |                |
| 48 | Toh chi si rivede 「運命の再会」 - Unmei no saikai – "Riunione del destino" | 3 dicembre 1993   | 2 luglio 1996  |
| 48 | Le ragazze ritrovano la loro amica Emma che continua ad essere perseguitata da loschi individui. |                   |                |
| 49 | Un ritorno molto atteso 「さよなら先輩」 - Sayonara senpai – "Arrivederci senpai" | 10 dicembre 1993  | 3 luglio 1996  |
| 49 | Karver è tornato anche se per poco, ma viene raggiunto da Marie, l'erede del principato di Diamante che aveva conosciuto in Europa e che si era innamorata di lui. Manovrata dal losco Mister X, costringe Karver ad accettare di sposarla.           |                   |                |
| 50 | Preparativi di nozze 「二人の王女」 - Futari no ōjo – "Le due principesse" | 17 dicembre 1993  | 4 luglio 1996  |
| 50 | Marie riporta Karver a Diamante per le nozze. Terry e Maggie li raggiungono con un teletrasporto insieme a Nelson per salvare l'amico. Anche Emma è stata portata a Diamante, dove ha scoperto di essere la gemella di Marie e quindi erede al trono. |                   |                |
| 51 | Il destino si compie 「奇跡を信じて」 - Kiseki wo shinjite – "Credete nei miracoli" | 24 dicembre 1993  | 5 luglio 1996  |
| 51 | I piani di Mister X per controllare il regno vengono sventati, così come il suo tentativo di eliminare le principesse, che si salvano unendo i loro poteri a quelli di Terry e Maggie. Si realizza così un'antica profezia del regno.                 |                   |                |